# Uropachys pulvereus
Uropachys pulvereus är en tvåvingeart som först beskrevs av Hardy och Linda M. Kohn 1964.  Uropachys pulvereus ingår i släktet Uropachys och familjen styltflugor. Inga underarter finns listade i Catalogue of Life.